# Heron (Name)
Heron ist ein altgriechischer männlicher Vorname.

## Varianten
- weiblich oder latinisiert: Hero

## Herkunft und Bedeutung
- Altgriechisch ὁ Ἥρων „der Tapfere, der Held“

## Namensträger
- Heron (Mediziner) (1. Jhd. v. Chr.), griechischer Mediziner
- Heron von Alexandria (1. Jhd.), griechischer Mathematiker und Ingenieur, entwickelte das Heron-Verfahren
- Heiliger Heron († 250), Märtyrer zu Alexandria
- Giles Heron, Schwiegersohn und Mündel von Thomas Morus